# Código de canal
En un canal de comunicaciones la información enviada está afectada por desvanecimientos evitando alcanzar el nivel de señal adecuado para obtener una relación señal a ruido (s/n) suficiente para recuperar la información sin errores. Con el fin de detectar y corregir los bits erróneos se aplican a la señal transmitida una serie de transformaciones. 
El objetivo de la codificación de canal es reducir la probabilidad de error o bien garantizar una s/n necesaria para garantizar una cierta tasa de error. Esta herramienta consiste en transforma secuencias binarias en secuencias mejores que incluyan redundancia estructurada: los bits redundantes pueden ser utilizados para detectar y corregir errores. Existen dos tipos de estrategias:
- Detección de errores y retransmisión.
- Corrección de errores.

## Tipos de códigos de canal
| Códigos de canal |                     |                         |                 |
| Códigos bloque   | Códigos bloque      | Códigos Trellis         | Códigos Trellis |
| Códigos lineales | Códigos no lineales | Códigos convolucionales | Códigos Coset   |
| Códigos cíclicos |                     |                         |                 |

Capacidad correctora

Este término depende de la denominada distancia mínima libre. Cuanto menor es la tasa del código mayor es la distancia libre de código y, para códigos con la misma tasa, la distancia libre aumenta cuanto mayor es la longitud de influencia del código y en ello mayor es la capacidad del código.

## Técnicas utilizadas
- Detección
  - Control de paridad
    - Vertical (VCR)
    - Longitudinal (LRC)
    - Bidimensional o de doble paridad
    - Cíclica o entrelazada

  - Código polinomial (CRC)
- Correctivos
  - Códigos autocorrectivos
    - Hamming
    - Hagelbarger
    - Bose Chaudhurí

## Enlaces Relacionados
- Códigos de control de error en transmisión de video digital

- Datos: Q5796785